# Клінічний ординатор
Кліні́чний ордина́тор — особа, яка має повну вищу освіту і освітньо-кваліфікаційний рівень спеціаліста або магістра медичного спрямування та кваліфікацію лікаря певної спеціальності відповідно до переліку лікарських посад, навчається з метою поглиблення професійних знань, підвищення рівнів умінь та навичок лікаря-спеціаліста; лікар, що проходить підготовку (зазвичай дворічну) за фахом (терапія, хірургія та ін.) у клініці навчального або науково-дослідного інституту, або інституту вдосконалення лікаря.
Ордина́тор — лікар, який підвищує свою кваліфікацію в ординатурі. 2. Лікар лікувальної лікувально-профілактичної установи (лікарні, поліклініки, пологового будинку та ін.), який займається лікувальною і профілактичною роботою під керівництвом завідувача відділенням; у стаціонарі ординатор самостійно виконує обходи хворих і лікарські процедури, призначає лікування, веде історії хвороби, несе чергування по лікарні; у поліклініці ординатор виконує функції дільничного лікаря або лікаря-фахівця.